# Castillo de Puilaurens

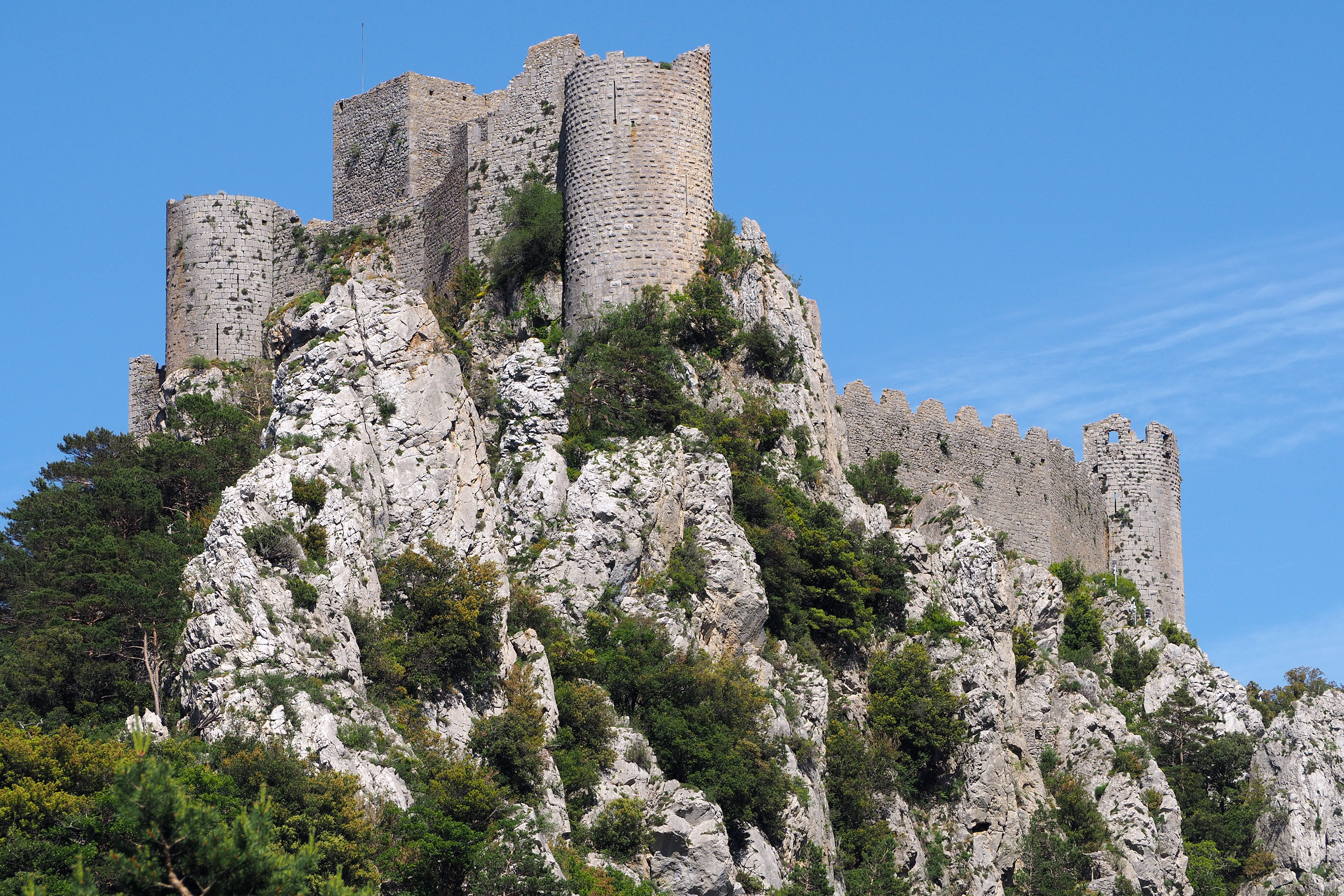
Castillo de Puilaurens.

El castillo de Puilaurens es un castillo cátaro ubicado en la comuna (municipio) de Lapradelle-Puilaurens, perteneciente al departamento del Aude, en Francia. Esta fortaleza se encuentra enrocada en un espolón rocoso que domina el valle del río Boulzane desde sus 697 metros de altura. Bloqueaba el acceso al valle de Fenouillèdes y formaba parte de los llamados cinco hijos de la ciudad de Carcasona.

## Historia del castillo

Plano del castillo.

### Los inicios del castillo
El castillo se encuentra sobre el llamado Monte Ardu. Dicho nombre aparece por vez primera en el año 958 en una carta en la que Lotario de Francia concede a la Abadía de San Miguel de Cuixà el prebostazgo de Puilaurens, formado por el valle del río Boulzane o valle de la Santa Cruz.
Dicho documento alude igualmente a la presencia de una iglesia consagrada a San Lorenzo que sirve igualmente como refugio fortificado desde época carolingia.
El primer castellano de Puilaurens es Pedro Català que consta como testigo en actas de Guillermo de Peyrepertuse en 1217. En 1229, Guillermo de Peyrepertuse se encuentra al mando en el castillo de Puilaurens. Más tarde, en 1242, el castillo está a cargo de Roger Catala, hijo de Pedro.

### La presencia cátara
Es conocida únicamente por el papel jugado por el castillo como refugio durante la cruzada contra los albigenses. En 1241, el diácono cátaro de Fenouillèdes, Pedro Paraire, tiene allí su residencia. Varios perfectos (grado superior de la Iglesia Cátara) cátaros serán alojados allí entre 1245 y 1246. La fortaleza no cayó jamás en manos de Simón de Montfort.

### La anexión del castillo
Hacia 1250, el castillo pasa a manos de la Corona francesa. Por una carta de agosto de 1255, Luis IX de Francia ordena al senescal de Carcasona que fortifique el castillo. El tratado de Corbeil en 1258 convierte al castillo en una de las fortalezas defensivas francesas frente al Reino de Aragón.
Una guarnición al mando de Odón de Monteuil, con un capellán y 25 sargentos ocupa el castillo de Puilaurens en 1259. Tienen lugar trabajos de consolidación y fortificación, impulsados por Felipe III de Francia entre 1270 y 1285.
El castillo resistirá numerosos ataques aragoneses y se convertirá en la fortaleza más meridional del recién expandido reino de Francia.

### El abandono del castillo
Como los otros cuatro hijos de Carcasona, el castillo de Puilaurens es progresivamente abandonado a partir del Tratado de los Pirineos en 1659, que fija definitivamente la frontera franco-española en la línea que une las crestas pirenaicas, alejando la frontera del castillo. Una débil guarnición ocupa puntualmente la ciudadela. Más tarde, mal defendido y sin mantenimiento desde fines del siglo XVII, es definitivamente abandonado tras la Revolución francesa.

### La torre de la Dama Blanca
Una leyenda explica que la Dama Blanca, nieta de Felipe IV de Francia, viene por las noches pálidas a pasear sus vaporosos velos por el camino de ronda de las desmanteladas almenas.